# Zahorb (przystanek kolejowy)
Zahorb (ukr. Загорб, cz. Záhorb) – przystanek kolejowy w miejscowości Stużycia, w rejonie użhorodzkim, w obwodzie zakarpackim, na Ukrainie. Położony jest na linii Sambor – Czop. Nazwa pochodzi od pobliskiej wsi Zahorb.

## Historia
Przystanek powstał przed II wojną światową. W okresie przynależności tych terenów do Czechosłowacji nosił nazwę Záhorb.